# Balkan Bulgarian Airlines
Balkan Bulgarian Airlines (Búlgaro: Балкан) fue la aerolínea de bandera propiedad del gobierno de Bulgaria entre 1947 y 2002. Durante la década de 1970, la aerolínea se convirtió en un importante operador en Europa. La compañía enfrentó inestabilidad financiera tras la caída del comunismo en Europa Central y Oriental. A pesar de lograr continuar con sus operaciones, tras el inicio del siglo XXI y una controvertida privatización, declaró la bancarrota en 2002. Balkan fue liquidada a finales de octubre de 2002. Bulgaria Air fue designada como sucesora de Balkan en diciembre de 2002.

## Historia

### Primeros años
Bulgaria tuvo una aerolínea de corta duración (Bunavad) en 1927, pero el país no pudo permitirse invertir en transporte aéreo moderno hasta después de la Segunda Guerra Mundial. En 1946, el Ministerio de Transporte y Comunicaciones formó la Administración de Comunicaciones Aéreas (Дирекция на въздушните съобщения (ДВС), Direkcia na vazdushnite saobshtenia (DVS)). Dado que Bulgaria fue considerada como un país combatiente del bando derrotado del Eje, la DVS solo pudo contratar con Francia el suministro de varios aviones Atelier d'Avions Coulombe Toucan (versiones francesas del Junkers Ju 52). Para interpretar su entrega, los aviadores búlgaros practicaron realizando los primeros vuelos de larga distancia del país: hacia París, transportando funcionarios gubernamentales a las negociaciones de paz que se celebraban allí. Estos vuelos utilizaron aviones Ju 52 de fabricación alemana (designación en el servicio búlgaro Сова o Sova, = Búho), entregados antes de la guerra a las На Негово Величество Въздушни войски [НВВВ] o Fuerzas Aéreas de Su Majestad, y capturados durante la guerra a fuerzas alemanas en retirada.
La DVS lanzó oficialmente los servicios bajo el nombre de Líneas Aéreas Búlgaras (Български въздушни линии, Balgarski vazdushni linii) el 29 de junio de 1947 con un vuelo Ju 52 desde Sofía vía Plovdiv hasta Burgas. Pronto siguieron otros servicios. Al final del año, la DVS había ordenado varias variantes soviéticas del Lisunov Li-2, versión del Douglas DC-3, y al menos 13 fueron operadas hasta 1968. Las fuerzas soviéticas estacionadas en Bulgaria se interesaron en la DVS, y a finales de 1947, tomaron parte en su propiedad conjunta, como se había hecho con todas las aerolíneas de los países de Europa del Este que anteriormente habían estado aliados con la Alemania nazi. La aerolínea resultante se llamó TABSO (ТАБСО), un acrónimo de "Transportno-aviacionno balgaro-savetsko obedinenie" (Транспортно-авиационно българо-съветско обединение, Corporación Aérea de Transporte Búlgaro-Soviética). Los Ju 52 fueron retirados gradualmente del servicio a medida que TABSO los reemplazaba con Li-2. Estos aviones más modernos permitieron a la aerolínea expandir sus servicios.

### Las décadas de 1950 y 1960

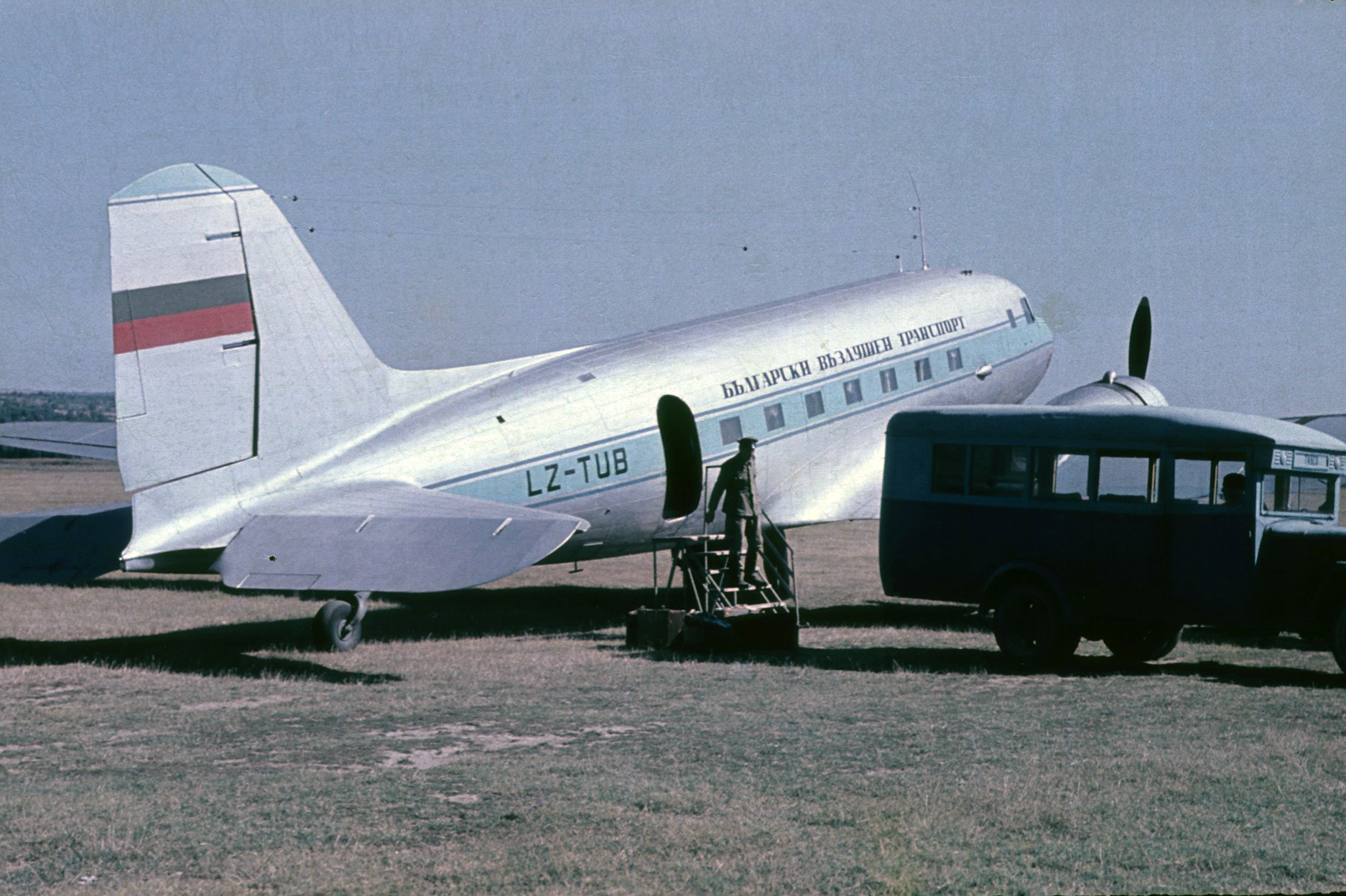
TABSO Lisunov Li-2 en el Aeropuerto de Gorna Oryahovitsa (1956)

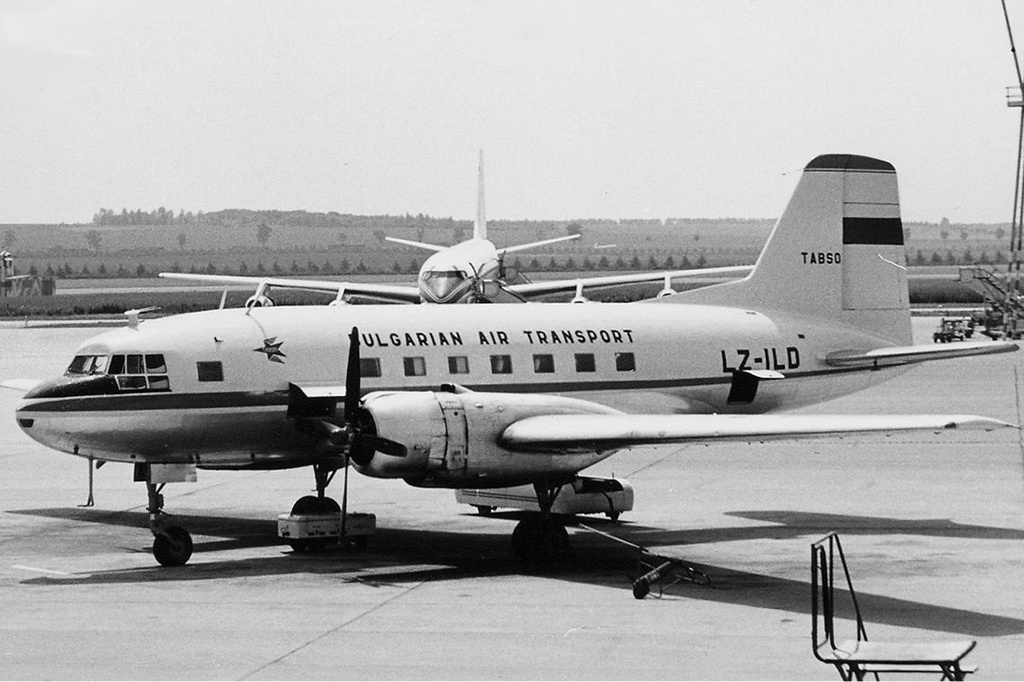
TABSO VEB-14P en Viena (1962)

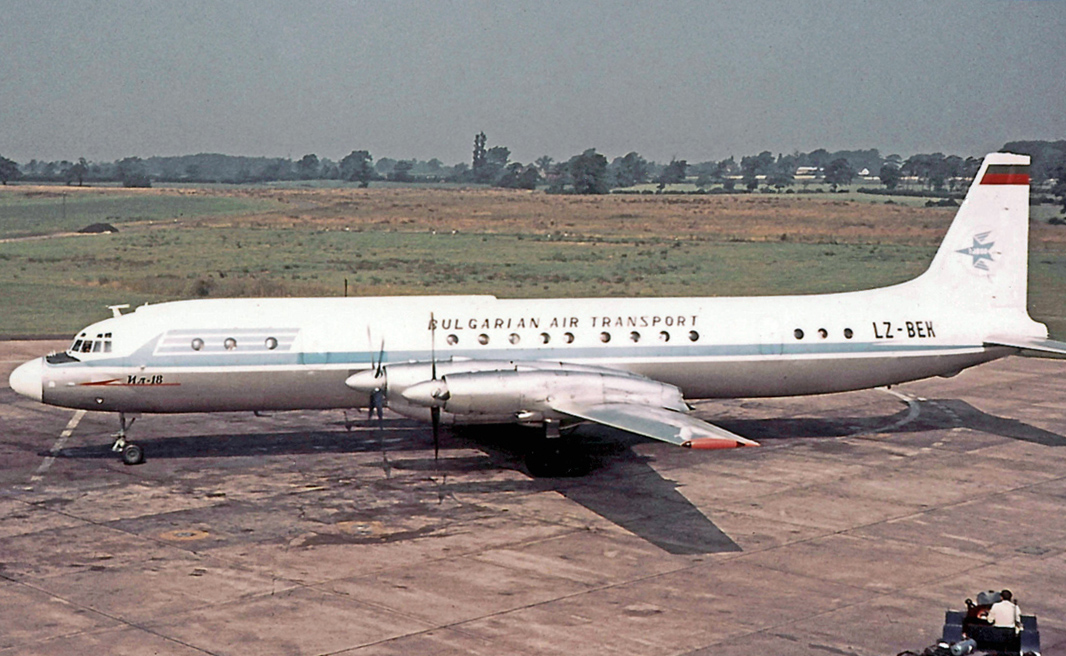
Un Ilyushin Il-18 de Transporte Aéreo Búlgaro en el Aeropuerto de Ringway en 1968

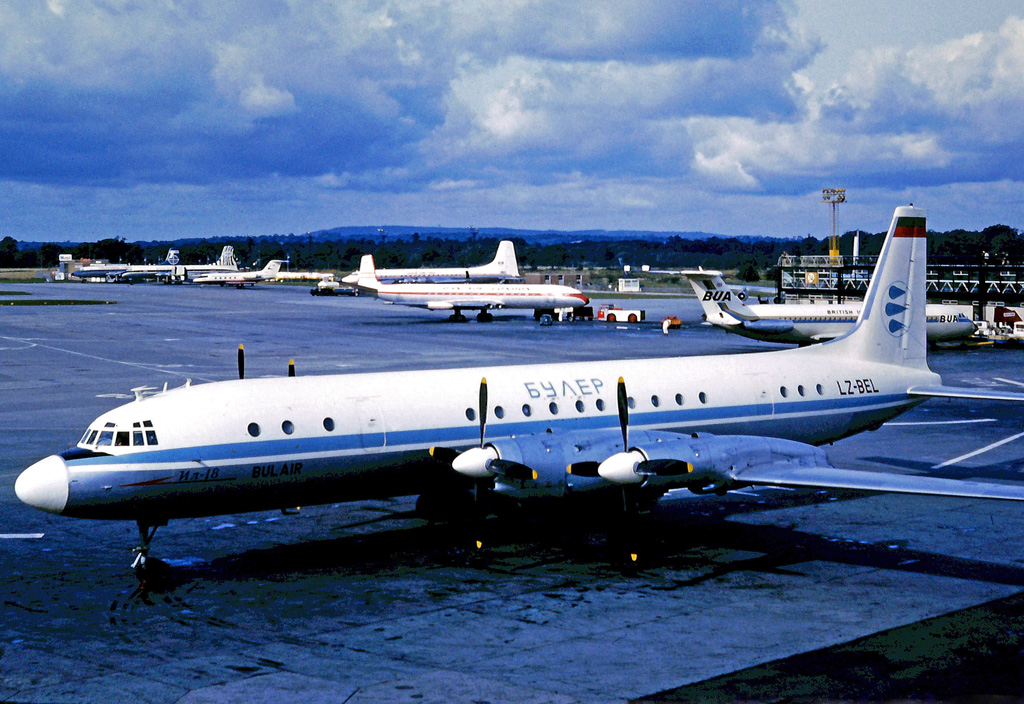
Ilyushin Il-18 de Bulair en el Aeropuerto de Londres-Gatwick en 1969

La participación soviética en TABSO fue readquirida por el gobierno búlgaro en 1954.: 788  La aerolínea con este nombre subsistió hasta finales de 1967, a menudo a la sombra del título principal Transporte Aéreo Búlgaro. En 1956, TABSO compró su primer Ilyushin Il-14. Estos aviones, junto con los Li-2, se emplearon en servicios hacia siete destinos nacionales, incluidos Burgas, Gorna Oryahovitsa, Ruschuk, Plovdiv, Sofía, Stara Zagora y Varna; así como a destinos internacionales como Ámsterdam, Atenas, Beirut, Belgrado, Berlín, Bucarest, Budapest, Damasco, Fráncfort, Kiev, Moscú, Odesa, Praga, Viena y Varsovia.: 788 
En 1962, comenzó los servicios con el Ilyushin Il-18; estos y la expansión de la industria turística de Bulgaria basada en paquetes turísticos posicionaron a la aerolínea en el mapa europeo y mundial. Este modelo de turbohélice cruzó el ecuador hacia Kenia y el Atlántico hasta Perú. Para 1967, llegaron los Antonov An-24 para vuelos nacionales y regionales.
A mediados de la década de 1960, el turismo se había convertido en una importante fuente de divisas para Bulgaria y TABSO enfrentaba competencia local. Ejecutivos de la empresa comercial Teksim decidieron iniciar su propio negocio aeronáutico, que incluía fumigación agrícola y vuelos chárter turísticos bajo el nombre Булер (Bulair). A pesar de intentar adquirir reactores Sud Aviation Caravelle, Bulair terminó comprando más turbohélices Il-18 debido a la fuerte presión política soviética y búlgara. Estos se operaron en varios países de Europa Occidental para atraer turistas a los balnearios búlgaros.
El emprendimiento de Teksim resultó exitoso y un obstáculo para TABSO. Para 1967, TABSO tenía influencia en los círculos gubernamentales, y la operación de Teksim fue en gran parte disuelta para 1970. En medio de rumores de escándalos y malversación, varios directores de Teksim fueron encarcelados, acusados de comportamientos económicos capitalistas. Su operación había funcionado bajo la marca TABSO por conveniencia (en particular, por los derechos internacionales). El último avión con marca Bulair fue renombrado como unidad de TABSO en 1972.
La aerolínea adquirió tres reactores Tupolev Tu-134 a finales de 1967. El 1 de enero de 1968, TABSO fue renombrada como Balkan Bulgarian Airlines (Búlgaro: Балкан – Български въздушни линии, Balkan – Bulgarski vazdushni linii). El escenario más amplio de la aviación comercial quedó bajo el control de Balkan mediante subsidiarias como la ya mencionada Bulair, Селскостопанска авиация [ССА] o Selskostopanska aviacia [SSA] (la Empresa de Aviación Agrícola) y un centro de beneficios separado que realizaba contrataciones aéreas ad hoc, mayormente con helicópteros.
El primer Tu-134 entró en servicio en 1968 de noviembre, volando inicialmente rutas programadas entre Sofía y Londres. La aerolínea se convirtió en el primer cliente extranjero del modelo,: 31  lo que llevó a una estrecha asociación con la oficina de diseño de Tupolev que duró dos décadas. Hubo varias razones por las cuales Bulgaria pudo poner en servicio un nuevo tipo soviético antes que naciones más importantes del bloque oriental. Andrei Tupolev era presidente de la Sociedad Soviético-Búlgara. Había forjado vínculos personales con su contraparte búlgara, la destacada figura de la Resistencia y miembro del Politburó Tsola Dragoycheva. Ella le solicitó prioridad en las entregas a cambio de presionar a las autoridades búlgaras para comprar sus productos en lugar de aviones occidentales u otros modelos soviéticos. De hecho, Balkan nunca adquirió el Ilyushin Il-62 de largo alcance, prefiriendo usar inapropiadamente sus Tu-154 para vuelos de largo recorrido. Asimismo, evitó adquirir el Il-86 de fuselaje ancho, a pesar de que encajaba perfectamente en sus vuelos chárter a destinos de mar o esquí.

### Década de 1970
A partir de 1970 de marzo, Balkan operaba vuelos a 22 países en África, Asia y Europa, además de nueve destinos nacionales. En ese momento, la flota incluía Antonov An-2, An-10 y An-24B, Ilyushin Il-14 e Il-18, Tupolev Tu-134, Z-37 Cmelak y helicópteros Mil. Lazar Beloukhov era el director general. El 18 de enero de 1971, un Ilyushin Il-18 se estrelló y se incendió al intentar aterrizar en el Aeropuerto de Kloten en medio de niebla; solo dos personas sobrevivieron al accidente. Durante 1971, Balkan fue la primera aerolínea fuera de las fronteras de la URSS en operar el Tupolev Tu-134A.: 31  El 21 de diciembre, el accidente de otro Il-18 durante el despegue causó 28 muertes.

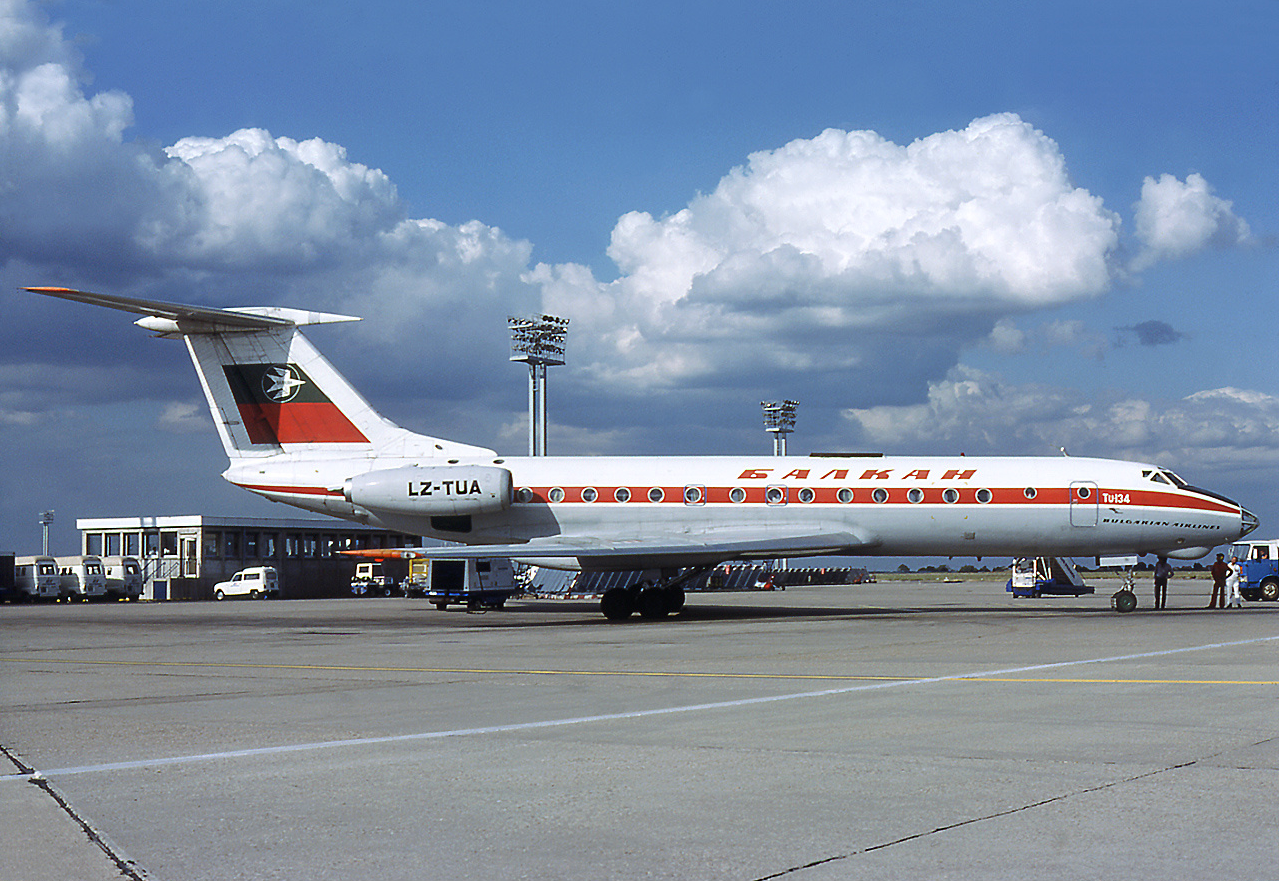
El LZ-TUA fue el primer Tupolev Tu-134 recibido por la aerolínea. La aeronave aparece aquí en el Aeropuerto de Orly en 1979.

Nuevamente en 1972, esta vez con el Tupolev Tu-154, la aerolínea se convirtió en el primer cliente extranjero en incorporar un nuevo modelo Tupolev a su flota.: 31  Este modelo fue utilizado inicialmente en vuelos chárter y más tarde en servicios regulares. Para noviembre del mismo año, Balkan ya tenía dos de estas aeronaves en servicio.: 708  También fue pionera en el uso no soviético del Tu-154A, Tu-154B, Tu-154B-2 y Tu-154M. Balkan fue un banco de pruebas útil para nuevas ideas del consorcio Tupolev. La aerolínea fue pionera en el uso de tripulaciones de vuelo de tres personas en el Tu-154 al eliminar al navegante (miembro de la tripulación que los diseñadores habían incluido intencionadamente en el Tu-134 y Tu-154) entre 1972 y 1976. Balkan también retiró el lastre de hormigón del Tu-154 que los ingenieros conservadores de Tupolev habían insistido en mantener. A mediados de la década de 1980, un equipo de ingenieros búlgaros interconectó los sistemas automáticos de control de vuelo de los Tu-154 de la aerolínea con receptores del sistema de navegación OMEGA Navigation System, permitiendo una navegación automática de largo alcance extremadamente precisa sobre el mar. En la década de 1990, Balkan fue una de las primeras en equipar su flota de Tu-154 con navegación GPS. Un Tu-154B voló sin escalas desde Montreal hasta Sofía, una distancia de más de 7000 km (4349,6 mi), estableciendo un récord para ese modelo durante un vuelo chárter.
A medida que las economías del bloque soviético entraban gradualmente en estancamiento en la década de 1970, Balkan continuó creciendo a buen ritmo. En 1974, la red de rutas de la aerolínea alcanzaba los 74 500 millas (119 895,8 km) de longitud. Para mediados/finales de los años 70, transportaba tres millones de pasajeros al año, más que cualquier otra aerolínea del bloque soviético, salvo algunas Direcciones de Aeroflot. La flota incluía los modelos ya mencionados, además de Antonov An-12 para carga (desde finales de 1969) y reactores regionales Yakovlev Yak-40 para rutas de corto alcance (desde 1974). El sistema de rutas cubría Europa, el norte de África y Oriente Medio. Con la incorporación de más Tu-154, Balkan abrió rutas de mayor alcance, incluyendo destinos en Zimbabue, Angola y Nigeria en África subsahariana, y en Sri Lanka y Vietnam en Asia meridional.

### Década de 1980

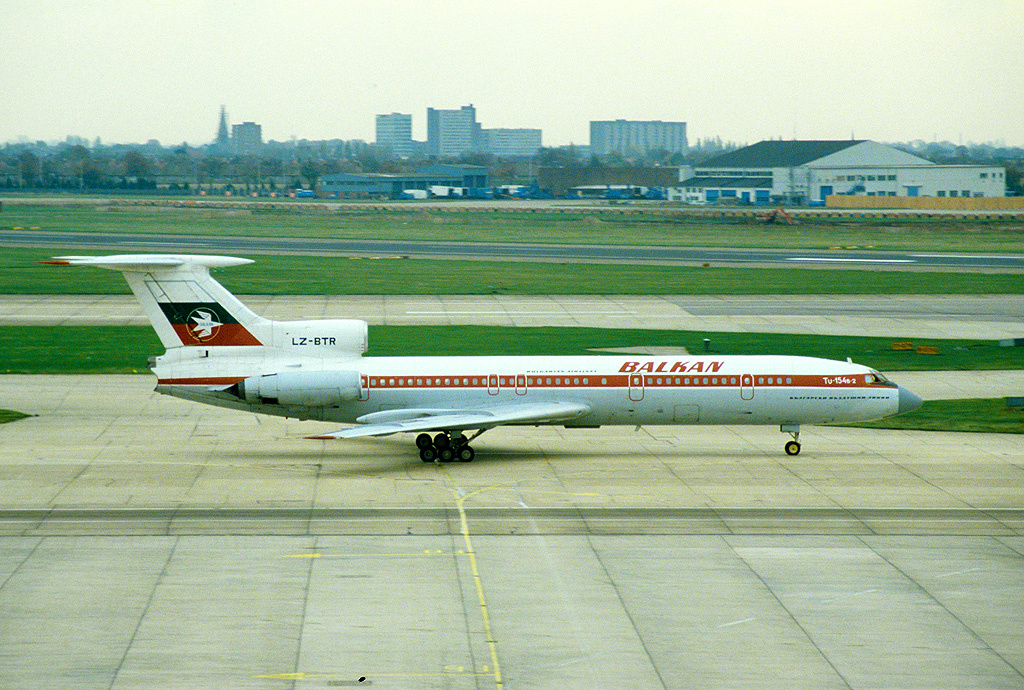
Un Tupolev Tu-154B2 de Balkan Bulgarian Airlines en el Aeropuerto de Londres-Heathrow en 1981

En 1986, Balkan fue reestructurada como parte de una reforma general de la economía socialista tardía, en un intento por hacerla más productiva y manejable. La aerolínea fue separada de funciones como la gestión de aeropuertos. Había sufrido una caída desastrosa en el tráfico tras la crisis de combustible del Comecon en 1979, cuando el número de pasajeros transportados colapsó por debajo del millón. Para finales de la década de 1980, la demanda había regresado a los niveles de los años 70. De los tres millones de pasajeros anuales, un tercio eran transportados en servicios nacionales, otro tercio en vuelos chárter y el millón restante en rutas internacionales regulares.
Balkan se unió a la Asociación Internacional de Transporte Aéreo (IATA) en 1988, convirtiéndose en su miembro número 175 a nivel mundial. El 10 de noviembre de 1989, el líder búlgaro de larga data Todor Zhivkov fue destituido y Bulgaria comenzó a alejarse del bloque soviético. En el plazo de un año, Balkan fue reestructurada una vez más, surgiendo de ella Hemus Air como una aerolínea estatal "segunda fuerza", centrada principalmente en vuelos nacionales y regionales. Comenzaron a aparecer aerolíneas privadas, siendo la más importante Jes Air, respaldada por Singapur, que lanzó servicios a Nueva York y Singapur utilizando aviones Airbus A310.

### Década de 1990

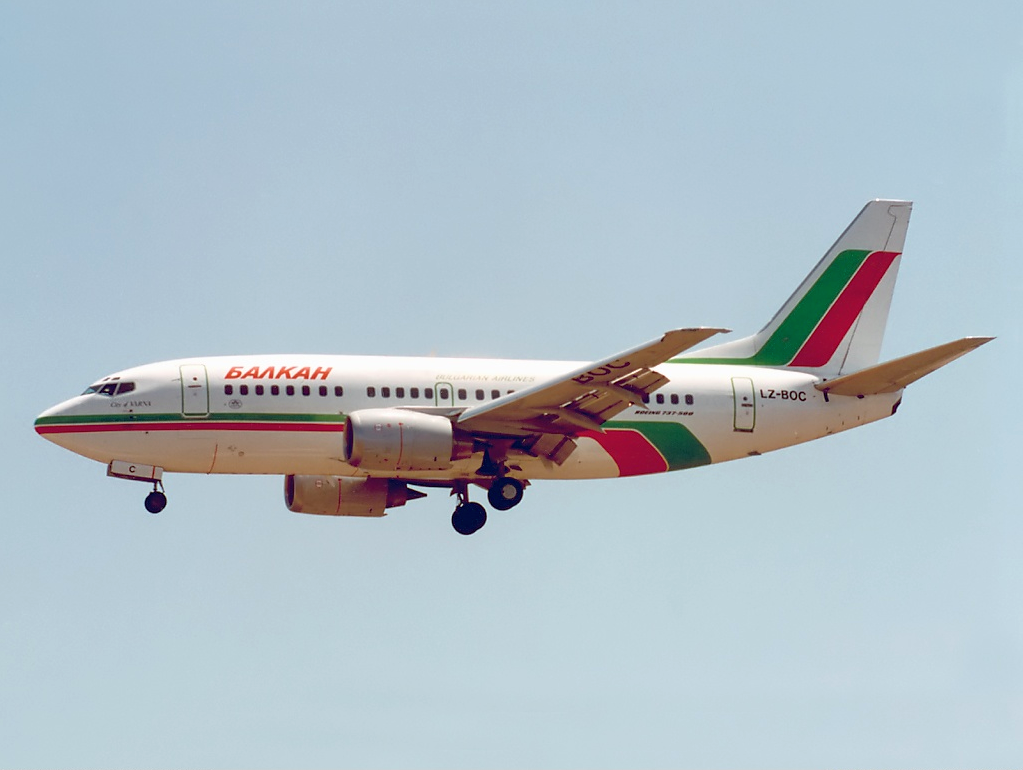
Un Boeing 737-500 de Balkan Bulgarian Airlines en aproximación final al Aeropuerto de Lisboa-Portela en 1992

A mediados de 1991, Balkan arrendó dos Boeing 767-200ER de Air France para competir con la debilitada Jes Air en rutas hacia América del Norte y Asia meridional. Al mismo tiempo, Balkan adquirió cuatro Airbus A320 de Oryx. Los modelos de fabricación soviética continuaron operando junto a estas nuevas adquisiciones.
La década de 1990 fue una época de declive pronunciado para Balkan. La aerolínea sufrió durante la transición de Bulgaria hacia una economía de mercado. Exgerentes de empresas estatales comenzaron a formar compañías privadas para abastecer a las industrias que habían dirigido (a precios altos), y otras para comprar su producción (a precios bajos). El objetivo era controlar tanto el suministro como las ventas, cobrando precios altos y pagando precios bajos para asfixiar a las empresas estatales y luego privatizarlas a precios muy bajos. Toda la economía búlgara estaba en recesión profunda. Esto se debía a una grave inestabilidad política interna y a las prolongadas guerras y sanciones económicas en la vecina Yugoslavia. Estos factores afectaron la inversión y el turismo, y aislaron a Bulgaria de muchos socios comerciales.

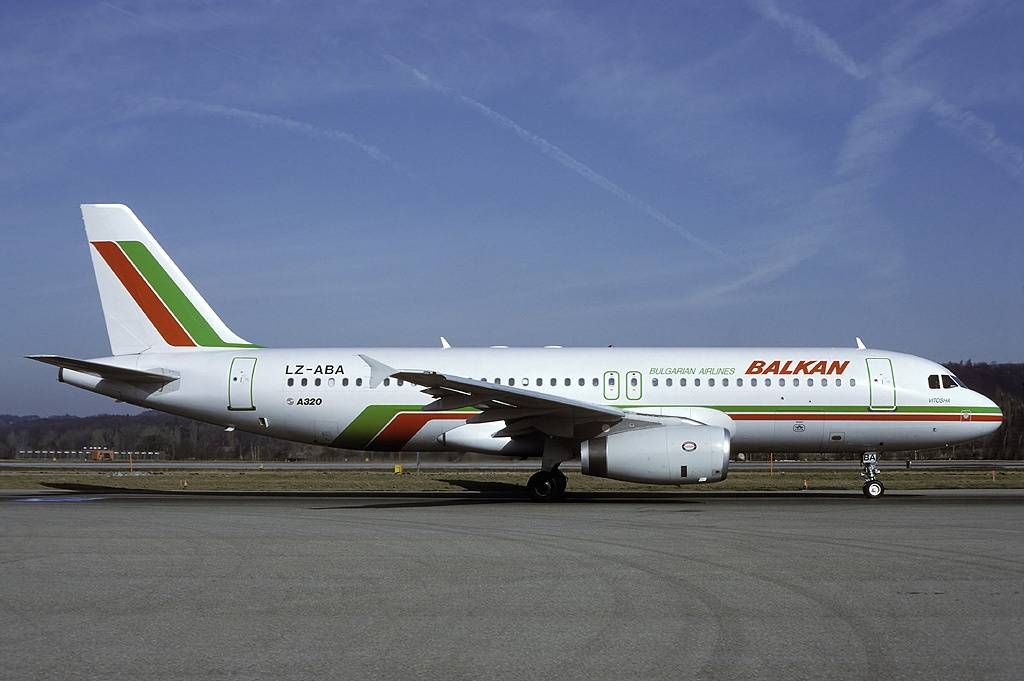
Un Airbus A320-200 de Balkan Bulgarian Airlines en el Aeropuerto de Zúrich en 1992

En 1995 de marzo, Balkan contaba con una flota de cuatro Airbus A320-200, tres Antonov An-12F, catorce Antonov An-24, tres Boeing 737-500, dos Boeing 767-200ER, seis Ilyushin Il-18, cinco Tupolev Tu-134A-3, quince Tupolev Tu-154B-2 y siete Tupolev Tu-154M. En ese momento, la compañía tenía 3.889 empleados y una red de rutas que incluía 52 destinos. Para 1998, los 767 habían sido devueltos a Air France y los A320 fueron transferidos a otros arrendatarios. La flota de Tu-154B ya debía ser reemplazada, y los Tu-154M estaban envejeciendo. El gobierno búlgaro pareció comprometer algunos fondos para adquirir Airbus A310 y así mantener los servicios de largo alcance, pero no se concretó nada.
A finales de 1998, la empresa estaba lista para ser vendida a un holding llamado Balkan Air, compuesto por inversores búlgaros y estadounidenses, pero la transacción fue suspendida posteriormente. Durante toda la década, circularon rumores sobre el interés de inversores en Balkan. Estos rumores mencionaban consistentemente intereses de aerolíneas rusas y alemanas que supuestamente estaban deseosas de adquirir la compañía. También hubo presiones por parte de los gerentes de la aerolínea para realizar una compra por parte de la administración. Sin embargo, un consorcio compuesto por dos compañías de Israel —el grupo de inversión Zeevi y Knafaim-Arkia (propietario de Arkia Israel Airlines)— adquirió el 75 % de Balkan Bulgarian a mediados de 1999 por un precio simbólico de US$150 000, con el compromiso de invertir US$100 millones en la aerolínea durante los diez años siguientes. Arkia abandonó el consorcio una vez que se completó la transferencia del control de la aerolínea. En 2001 se reveló que Balkan había sido declarada en quiebra meses antes de la venta.

### 2000 en adelante
Balkan tenía 3.889 empleados en 2000 de marzo. En ese momento, la flota incluía tres Antonov An-12, seis Antonov An-24B y un An-24RV, dos Boeing 737-300 y tres 737-500, un Ilyushin Il-18 y un Il-18D, tres Let L 410 UVP-E y catorce Tupolev Tu-154B y diez Tu-154M. Estos operaban servicios a Abu Dabi, Acra, Argel, Ámsterdam, Atenas, Baréin, Bangkok, Belgrado, Berlín, Burgás, Bruselas, Budapest, El Cairo, Casablanca, Chisináu, Colombo, Copenhague, Dubái, Fráncfort, Helsinki, Estambul, Kiev, Kuwait, Lagos, Lárnaca, Londres, Madrid, Malé, Malta, Milán, Moscú, París, Praga, Roma, Sofía, Estocolmo, Teherán, Tel Aviv, Trípoli, Varna, Viena, Varsovia y Zúrich. La conexión israelí provocó dificultades para operar rutas hacia países árabes. Sus activos parecían estar siendo vendidos de forma similar al desmantelamiento de activos y, a principios de 2001, la flota de Balkan ni siquiera era suficiente para cumplir con los compromisos de vuelos chárter del verano, a pesar de haber adquirido algunos 737-300 usados. En 2001 de febrero, el grupo Zeevi dejó de financiar la compañía e inició acciones legales contra el gobierno búlgaro por una deuda de US$100 millones. Aunque la compañía fue paralizada y puesta en administración judicial, reanudó operaciones más tarde ese mismo año.
Con falta de liquidez, en 2002 Balkan vendió sus seis franjas horarias semanales en el aeropuerto de Heathrow a British Airways por US$6 millones. En octubre de ese año, los acreedores rechazaron un plan de reestructuración y votaron por el cierre de la aerolínea, que fue liquidada. El número de empleados al momento del cierre era de 1.269. Balkan fue sucedida como aerolínea nacional de Bulgaria por la recién formada Bulgaria Air.

## Flota

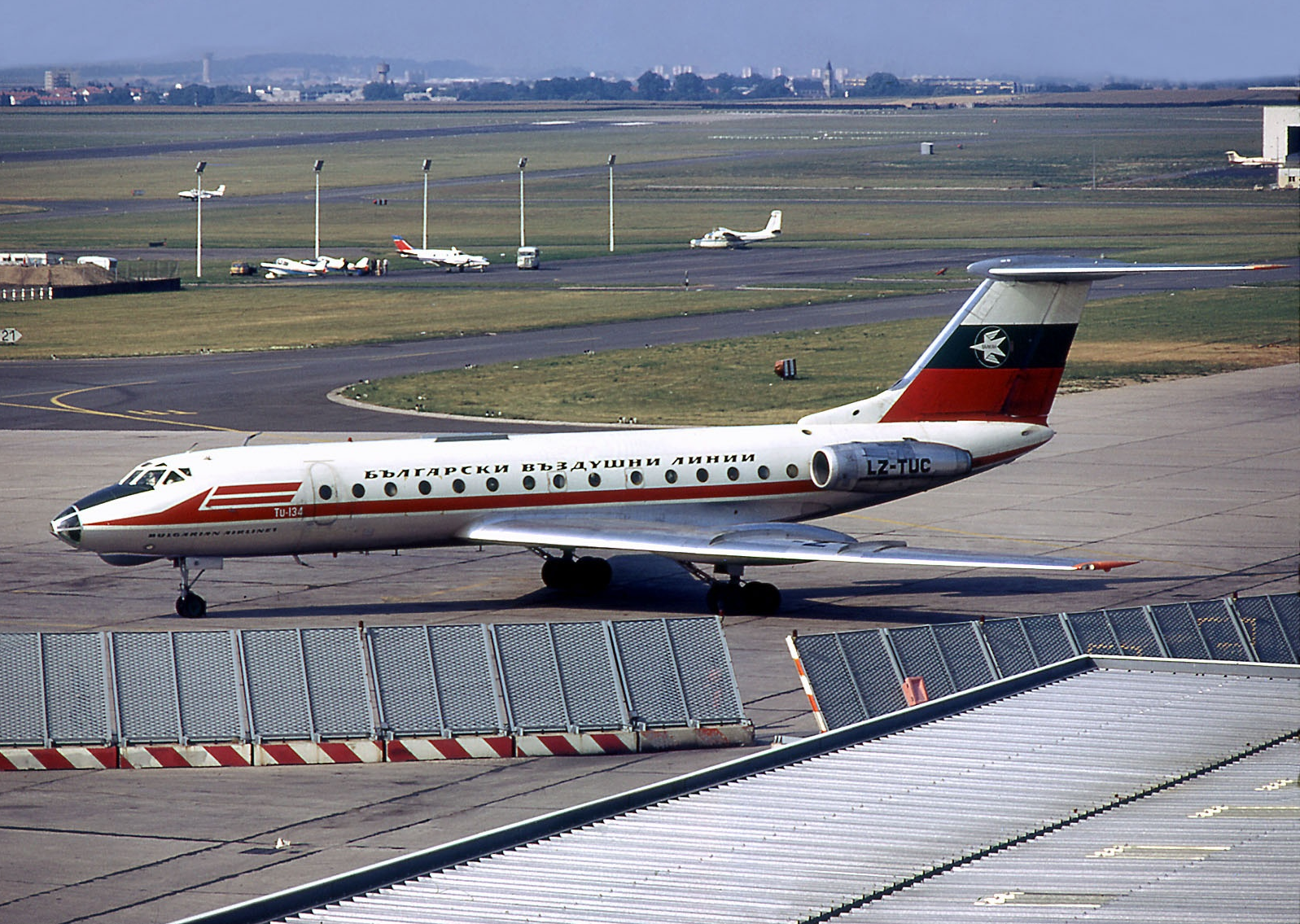
Un Tupolev Tu-134 de Balkan Bulgarian Airlines en el Aeropuerto de Le Bourget en 1974.

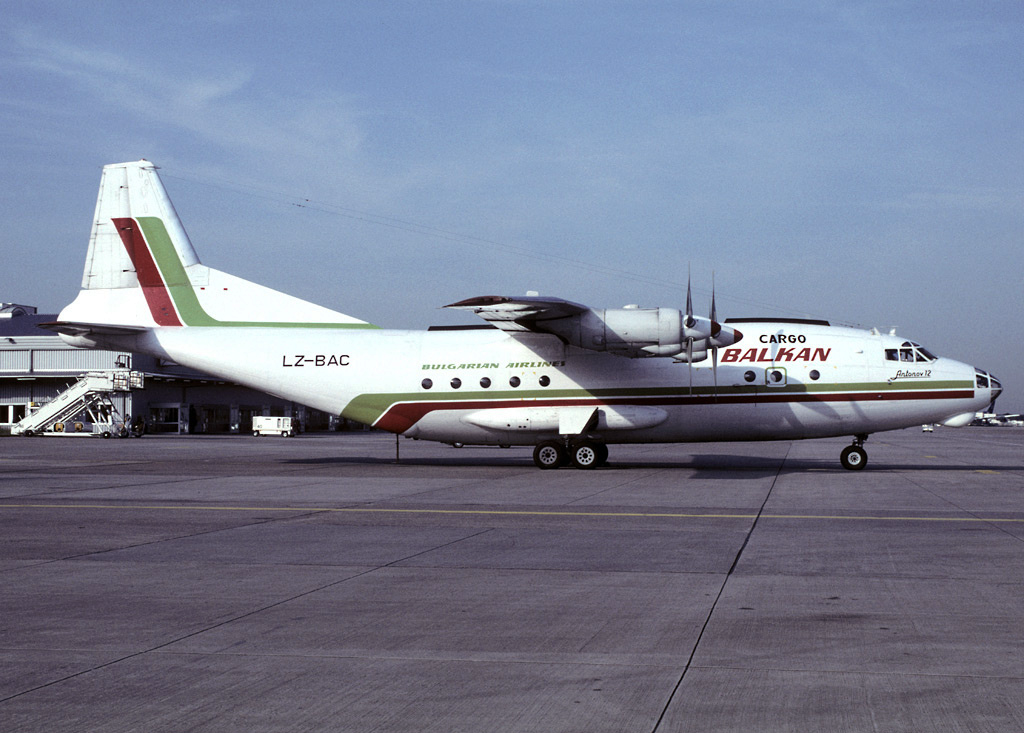
Un Antonov An-12B de Balkan Bulgarian Airlines en el Aeropuerto de Düsseldorf en 1998.

Hasta 1990, los distintivos de Balkan se encontraban tanto en aeronaves comerciales normales como en destacamentos gubernamentales especiales, aviación agrícola, unidades sanitarias y aviones de carga. A continuación se presenta la flota, excluyendo los An-2 (281 unidades) y Ка-26, así como los Mi-8 civiles (17 unidades), Mi-17 (1 unidad), Mi-2 y entrenadores L-410.

## Accidentes e incidentes
A agosto de 2012, la Aviation Safety Network registra 15 sucesos y cuatro secuestros para Balkan, y dos accidentes mortales además de un secuestro para TABSO. A continuación se presenta una lista de los eventos que provocaron muertes, pérdida total del avión involucrado, o ambas.